# Nils Mattias Andersson

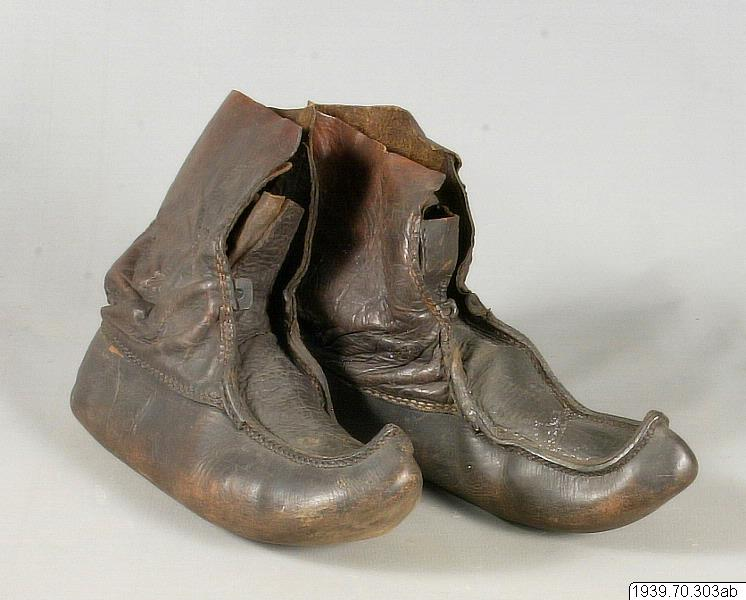
Ein Paar Schuhe von Nils Mattias Andersson, die im Världskulturmuseet aufbewahrt werden

Nils Mattias Andersson, südsamisch Næjla Maahke Andersson (* 25. April 1882 in Vilhelmina; † 22. Januar 1974 in Tärnaby), war ein schwedisch-samischer Rentierhalter und Joiker, dessen poetische Improvisation in der literatur- und musikwissenschaftlichen Forschung zum Joik große Beachtung fand.

## Leben
Nils Mattias Andersson wurde im Weiler Marsfjäll in Vilhelmina geboren, wo er seine Kindheit verbrachte und danach in der Rentierherde seiner Eltern Anders Lars Larsson und Kristina Regina Nilsdotter arbeitete. Er wuchs mit Südsamisch als Muttersprache auf. Wegen besserer Verdienstmöglichkeiten zog er 1907 nach Ryfjäll im umesamischen Tärnaby um. Dort bewarb er sich erfolgreich um eigenes Rentierweideland (schwedisch lappskatteland) und bekam 1909 vom Amt des Landshövdings das Gebiet in der Gegend des Gletschers auf dem Berg Åvlavuelie (südsamisch, norwegisch Olfjellet) zugewiesen. Er liegt auf der norwegischen Seite der Grenze und gehört zur damaligen Siida Umbyns lappby (schwedisch, heute umesamisch Ubmeje tjeälddie). 1910 heiratete er Anna Sofia Zakrisdotter und arbeitete danach zusammen mit seiner Frau als Mitglieder der Siida in ihrer eigenen Herde. Aufgrund von gesundheitlichen Problemen gaben Nils Mattias und Anna Sofia die Rentierhaltung 1927 auf und versorgten sich danach als sesshafte Kleinbauern im Weiler Mellansjö (heute Ortsteil von Tärnaby). Die Frau starb 1959. Das Paar hatte sechs Kinder, von denen aber nur zwei die Eltern überlebten. Das Schicksal ihres zweiten Sohnes Anders Oskar Sören, der 1913 im Alter von nur knapp zwei Jahren ertrank, ist in einem veröffentlichten Joik des Vaters überliefert.

## Werk
Andersson war kein Künstler im heutigen Sinne, sondern Gewährsperson für die Forschung. Seine Joiklyrik (südsamisch vuolle) wurde von bekannten Ethnographen und Musikwissenschaftlern aufgezeichnet – zuerst 1914 von Karl Tirén (1869–1955) und etwa 40 Jahre später von Matts Arnberg (1918–1995) sowie von Israel Ruong (1903–1986). Danach folgten Veröffentlichungen in musikethnologischen Sammlungen. Über die Wissenschaft hinausgehende Verbreitung fanden die Lieder erst später.

### Die Renherde von Åvlavuelie

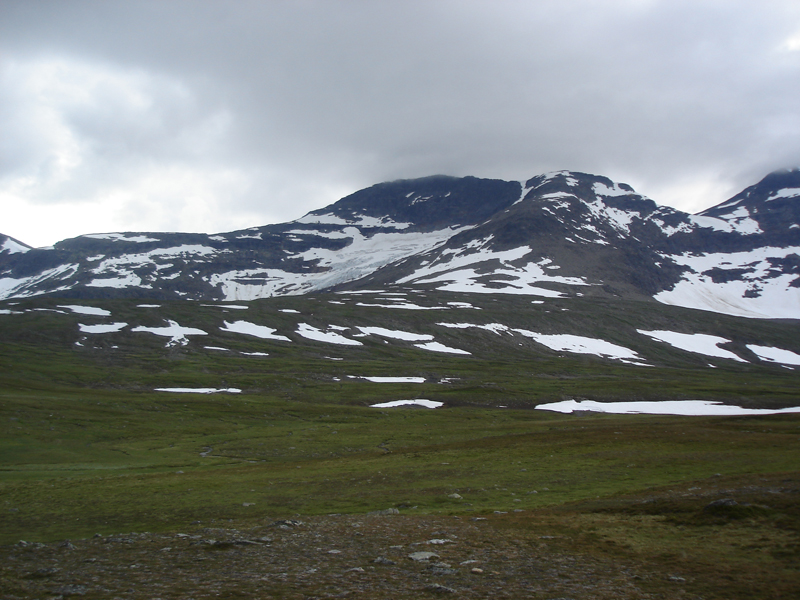
Tärnagletscher im Gebirge Norra Storfjället; in einer ähnlichen Landschaft hüteten Nils Mattias Andersson und seine Frau Anna Sofia ihre Rentierherde

Für ein Projekt von Sveriges Radio, das in den 1950er Jahren die Joik-Traditionen verschiedener Regionen von Sápmi dokumentierte, joikte Andersson in seiner Muttersprache Südsamisch. Diese Dokumentation wurde 1969 von Matts Arnberg, Israel Ruong und Håkan Unsgaard auf 7 LPs sowie in einem Buch mit den schwedischen und englischen Übersetzungen der Liedtexte herausgegeben, und der darin enthaltene Joik von Andersson Åvlavuelien råantjoeh (südsamisch, dt. 2019 Die Renherde von Åvlavuelie) bildet bis heute eine wichtige Quelle für die Erforschung des mündlichen Ursprungs der heutigen samischen Lyrik.
Anderssons epische Dichtung verflicht mehrere parallele Handlungen in künstlerisch bemerkenswerter Weise: der Mann, die Frau, die Rentierherde, die Berge mit gefährlichen Gletscherspalten und die erloschene Erinnerung. Ruong bezeichnet das Werk deshalb als „komplexen Joik“ und meint damit das thematische Ineinanderfließen von Mensch, Tier und Natur. Auch der samische Literaturwissenschaftler Harald Gaski (geb. 1955) hebt Anderssons lyrische Qualitäten hervor.

### Rezeption
Neben der Forschung über seine Joiklyrik wurde Andersson in einem Dokumentarfilm von Pål-Nils Nilsson (1929–2002) sowie in einem literarischen Essay von Klaus-Jürgen Liedtke (geb. 1950) porträtiert. Nilssons Dokumentation thematisiert die kulturelle Praxis des samischen Joiks zu Beginn der 1960er Jahre und wurde im schwedischen TV erstausgestrahlt. Liedtkes Text enthält auch eine deutsche Übersetzung des Joiks über „die Renherde“.

## Veröffentlichungen

### Diskographie (in Zusammenstellungen)
- In: Sáme jiena : The Karl Tirén Collection of Sami Joik – The Spring Journeys of 1914. Digitales Audio. Caprice Records, 2019.
  - Nils Mattias Andersson Till sonen Anders Oskar Sören som drunknade år 1913, 1 år 10 mån gammal
  - Nils Mattias Andersson Marknadssång
- In: Matts Arnsberg, Israel Ruong, Håkan Unsgaard (Hrsg.): Jojk/Yoik – En presentation av lapsk folkmusik/A presentation of Lapp Folk Music (7 LPs mit Begleitbuch). Sveriges Radio förlag, Stockholm 1969 (südsamisch, schwedisch, englisch).
  - Nils Mattias Andersson Prästen som kom på besök i kåtan
  - Nils Mattias Andersson Renhjorden på Oulavuolie

### Lyrik (in Anthologien, Original oder Übersetzungen)
- Nils Mattias Andersson: Åvlavuelien råantjoeh. In: Harald Gaski, Lena Kappfjell (Hrsg.): Åvtese jåhta : åarjelsaemien tjaalegh jih tjaalegh åarjelsaemien. DAT, Guovdageaidnu 2005, ISBN 82-90625-47-2 (südsamisch).
- Nils Mattias Andersson: Åvlavuelien råantjoeh/Die Renherde von Åvlavuelie. In: Johanna Domokos, Christine Schlosser, Michael Rießler (Hrsg.): Worte verschwinden / fliegen / zum blauen Licht. Samische Lyrik von Joik bis Rap. Albert-Ludwigs-Universität Freiburg, Freiburg 2019, ISBN 978-3-9816835-3-0, S. 40–49 (südsamisch, deutsch).
- Nils Mattias Andersson: Csorda az Oulavuolie-gleccseren. In: László Keresztes, Judit Pór (Hrsg.): Aranylile mondja tavasszal : lapp költészet. Európa Könyvkiadó, Budapest 1983, ISBN 963-07-2390-5, S. 9–12 (ungarisch).